# Блендув (гмина)
Блендув (пол. Błędów) — сельская гмина (волость) в Польше, входит как административная единица в Груецкий повет, Мазовецкое воеводство. Население — 8235 человек (на 2007 год).

## Демография
| Перепись                       | Всего   | Всего | Женщины | Женщины | Мужчины | Мужчины |
| ------------------------------ | ------- | ----- | ------- | ------- | ------- | ------- |
| Единицы                        | человек | %     | человек | %       | человек | %       |
| Население                      | 7963    | 100   | 3979    | 50      | 3984    | 50      |
| Плотность населения (чел./км²) | 58,9    | 58,9  | 29,4    | 29,4    | 29,5    | 29,5    |

## Сельские округа
1. Аннополь
2. Беляны
3. Блендув
4. Блендув-Новы
5. Блогослав
6. Болеславец-Лесьны
7. Боженцин
8. Брониславув
9. Цесинув-Ляс
10. Чеславин
11. Данькув
12. Домбрувка-Нова
13. Домбрувка-Стара
14. Фабянув
15. Глудна
16. Голианки
17. Голианы
18. Голоше
19. Хута-Блендовска
20. Игнацув
21. Ядвигув
22. Якубув
23. Янки
24. Юлианув
25. Кацперувка
26. Катажинув
27. Казимерки
28. Липе
29. Лащын
30. Махнатка
31. Махнатка-Парцеля
32. Олесник
33. Пелинув
34. Розтворув
35. Садурки
36. Смехувек
37. Тшиляткув-Дужы
38. Тшиляткув-Малы
39. Тшиляткув-Парцеля
40. Томчице
41. Вильче-Сьредне
42. Вильхельмув
43. Вильконице
44. Вилькув-Други
45. Вилькув-Первши
46. Вулька-Даньковска
47. Вулька-Голоска
48. Вулька-Курдыбановска
49. Залесе
50. Залуски
51. Земенцин
52. Зофювка

## Соседние гмины
1. Гмина Бельск-Дужы
2. Гмина Бяла-Равска
3. Гмина Могельница
4. Гмина Пневы
5. Гмина Садковице